# 岡本聡
岡本 聡（おかもと さとる、1964年 - ）は、日本の計算機科学者。北海道上富良野町生まれ、札幌市育ち。慶應義塾大学大学院理工学研究科特任教授。博士（工学）。

## 経歴
- 1982年 北海道札幌北陵高等学校卒業
- 1986年 北海道大学工学部電子工学科卒業
- 1988年 北海道大学大学院工学研究科電子工学専攻修士課程修了
- 同年4月、NTT入社。伝送システム研究所にて研究開発を行う
- 1994年 北海道大学大学院工学研究科博士課程より博士（工学）の学位を取得（論文：「ATM通信方式における多段バッファ型クロスコネクトスイッチ網に関する研究」）
- 2006年 慶應義塾大学大学院理工学研究科特別研究助教授
- 2007年 慶應義塾大学大学院理工学研究科特別研究准教授
- 2011年 慶應義塾大学大学院理工学研究科特任准教授
- 2012年 慶應義塾大学大学院理工学研究科特任教授
- 2014年10月　電気通信大学大学院情報理工学研究科特任教授
- 2015年10月　慶應義塾大学大学院理工学研究科特任教授

## 受賞等
- 1995年 IEICE 学術奨励賞
- 2000年 電子情報通信学会 業績賞、電子情報通信学会　通信ソサイエティ功労感謝状
- 2002年 IEICE/IEEE HPSR2002 outstanding paper award、電子情報通信学会　通信ソサイエティ功労感謝状
- 2006年 電子情報通信学会 Fellow
- 2008年 Certification of Appreciation ISOCORE and PIL
- 2011年 電子情報通信学会　通信ソサイエティ論文賞、IEEE ISAS2011 best paper award、電子情報通信学会　通信ソサイエティ活動功労賞、功労顕著状
- 2014年 Certification of Appreciation for iPOP Conferences 2005-2014

## 委員等
- 電子情報通信学会フォトニックネットワーク研究専門委員会委員長 2009-2011
- けいはんな情報通信オープンラボ相互接続性検証ワーキンググループ副主査 2006-

## 過去利用の電子メイルアドレス
- 同一人物同定用。現在未到達アドレス。
- okamoto@ntttsd.ntt.jp
- okamoto@exa.onlab.ntt.jp
- okamoto@exa.onlab.ntt.co.jp
- okamoto.satoru@lab.ntt.co.jp